# 41
| [ Edytuj tabelę ] |                                        |
| Cesarz Chin       | - 25 Guangwudi 57                      |
| Władca Korei      | - 18 Daemusin 44                       |
| Król Nabatei      | - 40 Malichus II 70                    |
| Papież            | - 33 Piotr Apostoł 67                  |
| Król Partów       | - 40 Gotarzes II 51 - 40 Wardanes I 46 |
| Cesarz Rzymu      | - 37 Kaligula 41 - 41 Klaudiusz 54     |
| Król Tracji       | - 38 Remetalkes III 46                 |

Rok 41 / XLI
stulecia: I wiek p.n.e. ~
I wiek ~
II wiek

lata: 31 «
36 «
37 «
38 «
39 «
40 «
41
» 42
» 43
» 44
» 45
» 46
» 51

## Wydarzenia
- 24 stycznia – spiskowcy zamordowali cesarza rzymskiego Kaligulę, jego żonę Cezonię i córkę Julię Druzyllę.
- 25 stycznia – po zamordowaniu Kaliguli pretorianie obwołali nowym cesarzem Klaudiusza.

- Nieudana wyprawa Publiusza Gabiniusza Sekundusa przeciwko Chaukom.
- Wygnanie Seneki.
- Cesarz Klaudiusz rozpoczął budowę fortyfikacji nad Dunajem.
- Herod Agryppa I otrzymał od Klaudiusza Judeę i Samarię.

## Urodzili się
- 12 lutego – Brytanik, syn Klaudiusza (zm. 55)

## Zmarli
- 24 stycznia
  - Kaligula, cesarz rzymski (ur. 12)
  - Cezonia, żona cesarza Kaliguli (ur. 6)
  - Julia Druzylla, córka cesarza Kaliguli (ur. 39)